# 罗坎镇
罗坎镇，是中华人民共和国云南省昭通市镇雄县下辖的一个乡镇级行政单位。

## 行政区划
罗坎镇下辖以下地区：
罗坎村、凤翥村、纸槽村、落尾坝村、茶蔚村、粉壁村、麻地村、花园村、桐坪村、李子坝村、大庙村、军备村、寨上村、泡瓜村、发达村、坳田村和老街村。

## 中国传统村落
2013年8月，发达村、凤翥村被评为第二批中国传统村落。